# Conostigmus scutopunctatus
Conostigmus scutopunctatus är en stekelart som beskrevs av Paul Dessart 1981. Conostigmus scutopunctatus ingår i släktet Conostigmus och familjen trefåresteklar. Inga underarter finns listade i Catalogue of Life.